# 利善榛
利善榛（英語：Cindy，1995年3月18日—），台灣女藝人，2015年因網路節目「校花點點名」而得到「真人版晴子」的外號。2020年參加女團實境選秀節目《菱格世代Dancing Diamond 52》，為風暴黑桃團員，同年11月與部分風暴黑桃團員和經紀公司AOA Entertainment Lab簽約，作為旗下六人女子音樂組合HUR的成員出道，並出任HUR的隊長。

## 生平
2015年，在長榮大學就讀期間，參與網路節目「校花點點名」而得到「真人版晴子」的稱號，
同年也受邀參與了FHM 男人幫雜誌的寫真拍攝。畢業後曾擔任空服員約兩年，隨後轉往演藝圈發展。
2020年，參加女團實境選秀節目《菱格世代Dancing Diamond 52》，同年11月以AOA Entertainment Lab旗下六人女子音樂組合HUR的一員出道。

## 作品

### 選秀節目
| 年分   | 名稱         | 備註     |
| ------ | ------------ | -------- |
| 2020年 | 菱格世代DD52 | 風暴黑桃 |
| 2023年 | 未來少女     | 緋紅魅影 |

### 影視作品

#### 電影
| 年分   | 名稱     | 飾演             | 備註 |
| ------ | -------- | ---------------- | ---- |
| 2019年 | 第九分局 | 老先生女兒的亡靈 | 客串 |

#### 電視劇
| 首播時間      | 頻道 | 劇名      | 集數 | 飾演           | 備註 |
| ------------- | ---- | --------- | ---- | -------------- | ---- |
| 2016年4月20日 | 中視 | 原來1家人 | ep19 | 文青的聯誼對象 | 客串 |

### 廣告
| 年分   | 名稱                |
| ------ | ------------------- |
| 2016年 | 麥當勞妖怪手錶MV篇  |
| 2017年 | OPPO R11 夏日派對篇 |
| 2018年 | 長榮空姐公益年曆    |

## 外部連結
- 利善榛的Instagram帳戶
- 利善榛的Facebook粉絲專頁 （页面存档备份，存于）